# کازابلانکا (آتشفشان)
کازابلانکا (به اسپانیایی: Volcán Casablanca) یک کوه و آتشفشان در شیلی است که در منطقه لوس لاگوس واقع شده‌است. کازابلانکا ۲٬۲۴۰ متر بالاتر از سطح دریا واقع شده‌است.